# Gerhard Thomas
Gerhard Thomas (* 26. Mai 1926) ist ein ehemaliger deutscher Fußballspieler, der zwischen 1950 und 1952 für Turbine Halle in der DDR-Oberliga, der höchsten Spielklasse im DDR-Fußball, aktiv war. 1952 wurde er mit Turbine Halle DDR-Fußballmeister.

## Sportliche Laufbahn
Sein erstes Oberligaspiel bestritt Gerhard Thomas im Alter von 24 Jahren für Turbine Halle. Am 3. Spieltag der Saison 1950/51 wurde er von Trainer Fred Schulz als rechter Außenläufer eingesetzt. Danach musste er ein halbes Jahr warten, ehe er im 28. Punktspiel erneut aufgeboten wurde. 1951 gehörte Thomas auch zum Kader der DDR-Studentenauswahl, mit der er an den Weltfestspielen der Jugend und Studenten teilnahm. In der Saison 1951/52 wurde Turbine Halle DDR-Meister. Thomas war daran mit acht Punktspieleinsätzen beteiligt. Er stand sechsmal in der Startelf und wurde dabei als Verteidiger eingesetzt.
In den Spielzeiten 1953/54 und 1954/55 gehörte Thomas zum Aufgebot der Fußballsektion der Hochschulsportgemeinschaft (HSG) Wissenschaft Halle, die 1955 in den Sportclub Wissenschaft Halle umgewandelt wurde. Die Mannschaft spielte in der zweitklassigen DDR-Liga. In beiden Spielzeiten bestritt Thomas je zwölf Punktspiele, in der Saison 1954/55 erzielte er zwei Punktspieltore. Danach nahm Thomas mit 31 Jahren Abschied vom höherklassigen Fußball.

## Vermerk
In einigen Nachweisen wird Gerhard Thomas auch ein Oberligaspiel für Stahl Thale zugeordnet. Laut D.F.S.F DDR-Chronik – DDR-Fußball 1949–1991, Band 1, S. 141 handelt es sich dabei um Karl-Heinz Thomas (* 1933).
| Personendaten    | Personendaten            |
| ---------------- | ------------------------ |
| NAME             | Thomas, Gerhard          |
| KURZBESCHREIBUNG | deutscher Fußballspieler |
| GEBURTSDATUM     | 26. Mai 1926             |